# مجدي غنيم
مجدي غنيم إعلامي مصري عمل بالإذاعة المصرية في أواخر ستينات القرن الماضي في إعداد وتقديم البرامج الموسيقية باللغة الفرنسية على محطة البرنامج الأوروبي.
وصل مجدي غنيم إلى إذاعة مونت كارلو في إمارة موناكو عام 1972 بعد حوالي ستة أشهر من بداية إرسال المحطة مع زوجته المصرية ماريز وشقيقه حمدي غنيم الذي عمل معه كمساعد وعملت ماريز مساعدة للإذاعية سناء منصور. كانت الإذاعة قائمة على فكرة البرامج الشبابية الترفيهية وقدم مجدئ غنيم برامج عن موسيقى البوب مثل «مزيكا» و«بوب هارد روك وشركاه» واستمر حتى تسلم إدارة التسويق والتوزيع والبيع في قناة «تي في 5 موند» وهي قناة تلفزيونية فرنكوفونية دولية ومقرها بباريس في فرنسا.

## وصلات خارجية
https://www.elbalad.news/4323331 مجدي غنيم
https://www.youtube.com/watch?v=1qL0aklIias مجدي غنيم
https://www.neelwafurat.com/itempage.aspx?id=egb246024-5261138&search=books مجدي غنيم
https://books.google.com.sa/books?id=GCeBDwAAQBAJ&printsec=frontcover&redir_esc=y#v=onepage&q&f=false مجدي غنيم